# Purrhavre
Purrhavre (Avena strigosa) är en gräsart som beskrevs av Johann Christian Daniel von Schreber. Enligt bedömning 2015 i den svenska rödlistan är arten nationellt utdöd som fast bestånd i Sverige sedan 1939 och som tillfälligt förekommande sedan 1968. År 2016 gjordes emellertid fynd på ett par ställen på Bjärehalvön i nordvästra Skåne. Fynden bedömdes vara en reetablering som ogräs, eventuellt i samband med tagetesodling och det bedömdes som osäkert om bestånden förblir bestående etableringar eller ej. 

## Artbeskrivning
Purrhavre tillhör släktet Avena (havren) och familjen Poaceae (gräs) och är ett 50-90 centimeter högt ensidigt vippgräs, det vill säga att alla småaxen finns i en ensidig toppställd vippa. Småaxen svartnar när de mognar, därav det äldre namnet "svarthavre". Vipporna är 8-25 cm och småaxen 15-26 mm och med 2 blommor i varje. Småaxen har två blommorna med  långa snärpen. Ytteragnarna är jämnlånga och nedtill styvhåriga och upptill har de cirka 5 mm långa borst i toppen och med ett 17-30 mm långt mörkbrunt borst på ryggen. Kromosomtalet är 2n=14. Bladen är sträva och nedre bladslidor är gleshåriga.

## Utbredning
Purrhavrens naturliga utbredning är Europa från norr om Pyrenéerna och Alperna och österut till Polen och Vitryssland. Västerut finns den på Irland. De nordiska förekomsterna var de nordligaste för arten. Den är införd till Nordamerika, Sydamerika, Sydafrika och Nya Zeeland.
Arten växer naturligt företrädesvis på sandjord men i Skandinavien numer oftast på ruderatmark som spill efter jordbrukstransporter eller på avskrädesplatser.

## Ekonomisk betydelse
Purrhavren används i dag för bete i bland annat södra Brasilien och på Nya Zeeland då den har ett relativt högt proteininnehåll. Den odlades under 1800-talet i Sverige i begränsad omfattning för livsmedel och djurfoder i områden som inte lämpade sig för vanlig havre (A. sativa).